# Patrick Chatelion Counet
Patrick John Emile (P.J.E.) Chatelion Counet (Meerssen, 16 januari 1954) is een Nederlands jurist, theoloog, canonist en exegeet Nieuwe Testament. Hij was bijzonder hoogleraar Bijbel in de Nederlandse Cultuur aan de Universiteit van Amsterdam, en voor de Konferentie Nederlandse Religieuzen (KNR) behartigde hij van 2010 tot 2020 het dossier seksueel kindermisbruik.

## Levensloop
Patrick Chatelion Counet werd op 16 januari 1954 geboren als vierde kind in een gezin van vijf. Zijn moeder Jeanne Chatelion (1918-2011) was een Franstalige Brusselse, zijn vader Harry Counet (1911-1996) zoon van een Franstalige Waal. Tot zijn vierde Franstalig opgevoed 'besloot' de vierjarige Patrick nooit meer Frans te spreken ("Plus jamais, Maman"), daar niemand op de kleuterschool hem verstond of begreep. Met verstaan is het goed gekomen - zo hoort men in zijn omgeving wel zeggen -, met 'begrijpen' wat minder. Omdat de familienaam van zijn moeder (Chatelion) met haar overlijden dreigde te verdwijnen, heeft Chatelion Counet in 1986 het recht verworven ook haar naam te voeren (Koninklijk Besluit 24 maart 1986 No. 84). In 1993 huwde hij met Margreet Sanders (1963), theologe en pastoraal werkster. Zij hebben twee dochters.

## Loopbaan
Na het gymnasium alfa (St. Michiellyceum Geleen, diploma 1973) studeerde Patrick Chatelion Counet rechtsgeleerdheid (diploma 1979) en godgeleerdheid (diploma 1989, cum laude) aan de Katholieke Universiteit Nijmegen, en canoniek recht (diploma 2008, magna cum laude) aan de Katholieke Universiteit Leuven. Chatelion Counet werkte van 1981 tot 1983 aan de faculteit rechtsgeleerdheid van de Katholieke Universiteit Nijmegen in het kader van vervangende dienstplicht op grond van de Wet Gewetenbezwaren. In deze periode schreef hij een monografie over wetenschapsfilosofie. Van 1985 tot 1986 had hij een aanstelling bij de vakgroep Grondslagen van het Recht aan de Katholieke Universiteit Brabant waar hij een studie schreef over het ontstaan van grondrechten in Duitsland tijdens de liberale revolutie van 1848. Van 1990 tot 1992 was hij verbonden aan het Canisius College Mater Dei en de Canisius MAVO in Nijmegen als docent catechese, later levensbeschouwing. Tussen 1991 en 1995 werkte hij aan zijn dissertatie over deconstructie en het Johannesevangelie, De sarcofaag van het Woord (promotor Sjef van Tilborg), en van 1995 tot 2007 was hij verbonden aan de KU Nijmegen (later Radboud Universiteit) als universitair docent Nieuwe Testament. Van 2007 tot 2009 werkte hij als kerkrechter voor de kerkelijke rechtbank van het aartsbisdom Utrecht. In 2008 werd hij aangesteld als hoogleraar Bijbel in de Nederlandse Cultuur aan de Universiteit van Amsterdam, en van 2010 tot 2020 was hij secretaris en hoofd bureau van de KNR waar hij als woordvoerder optrad namens de religieuze oversten in het dossier seksueel kindermisbruik. Over deze periode schreef hij De Deetman Files.

## Publicaties
- Een woonplaats voor de verloren zoon. Literair-wetenschappelijke en theologische essays over de Verloren Zoon (met Ulla Musarra-Schrøder en Hans van Stralen, Quine Nijmegen 1990).
- De sarcofaag van het Woord. Postmoderniteit, deconstructie en het Johannesevangelie (dissertatie, Kok Kampen 1995).
- Over God zwijgen. Postmodern Bijbellezen (Meinema Zoetermeer 1997).
- John, a postmodern gospel. Introduction to deconstructive exegesis applied to the Fourth Gospel (vertaling dissertatie, Brill Leiden 2000).
- God, neem ik aan? Het ongrijpbare van theologie en natuurkunde (met Ger vertogen, Meinema Zoetermeer 2000).
- Jesus' appearances and disappearances in Luke 24 (met Sjef van Tilborg, Brill Leiden 2000).
- Paulus bij Berendse & Van der Stadt. Romeinse meesterspion of joodse mysticus? (Meinema Zoetermeer 2004).
- 1 & 2 Petrus / Judas - Belichting van het Bijbelboek (KBS 's Hertogenbosch - VBS Leuven 2006).
- In de hitte van het leven. De radicale Bijbeluitleg van Sjef van Tilborg (KBS 's Hertogenbosch 2007).
- Brieven van Bernadette. Uit Lourdes en Nevers (KBS 's Hertogenbosch 2008).
- Thuiskomen uit Lourdes met brieven van Bernadette (KBS en VNB 's Hertogenbosch 2008).
- Woorden als spijkers. De Bijbel in de Nederlandse cultuur (Vossiuspers UvA, Amsterdam 2009).
- Vertalen & Beleven. Overwegingen naar aanleiding van de Brief van Judas (met F.R. Van Moere, Amersfoort 2009).
- Genie of misgeboorte. Zeven vooroordelen over de apostel Paulus (KBS 's Hertogenbosch 2009).
- Eerherstel voor broeder Andreas en dokter Verstraelen (met Frank Dronkers, Wies Janssen, Jac Peeters, Ton van Reen en Antoon Visschedijk, Uitgeverij TIC Maastricht 2014).
- Vijftig tinten God. Essays en columns op de rand van Capgras (Berne Media 2020).
- De Deetman files. Misstanden rond het kindermisbruik (Parthenon Almere 2020).
- Het absurde universum. Hoe de wetenschap stukloopt op de ongrijpbare werkelijkheid (KokBoekencentrum Utrecht 2024).
- De Camino roept. Verslag van een antipelgrim (Jongbloed Media / Adveniat 2025)

- Bibsys: 44453
- Bibliothèque nationale de France: cb13605541s (data)
- Digitale Bibliotheek voor de Nederlandse Letteren: chat014
- Gemeinsame Normdatei: 172939429
- International Standard Name Identifier: 0000 0001 1751 4196
- Library of Congress Control Number: n99285256
- Nationale Bibliotheek van Tsjechië: xx0310989
- Nationale bibliotheek van Australië: 36582740
- Nationale Bibliotheek van Israël: 987007429873205171
- Nederlandse Thesaurus van Auteursnamen: 075037548
- Système universitaire de documentation: 055303625
- Trove: 1305380
- Virtual International Authority File: 24774981
- WorldCat: E39PBJgxm8cdr7hCxfFTP3p773